# Xã Lehman, Quận Luzerne, Pennsylvania
Xã Lehman (tiếng Anh: Lehman Township) là một xã thuộc quận Luzerne, tiểu bang Pennsylvania, Hoa Kỳ. Năm 2010, dân số của xã này là 3.508 người.